# Моє життя (фільм, 1972)
«Моє життя» (рос. Моя жизнь) — радянський трисерійний художній біографічний фільм-драма за мотивами однойменної повісті А. П. Чехова, яку ще за життя письменника деякі вважали його найкращим твором. Створений на кіностудії «Ленфільм» у 1972 році режисерами Григорієм Нікуліним і Віктором Соколовим.

## Сюжет
Фільм розповідає історію життя Полознєва. Герой намагається знайти своє місце в житті. Він вирішує для себе питання, в чому полягає щастя: в багатстві, в високому соціальному стані, в ситості і спокої або ж в чому-небудь ще. І він робить вибір на користь не прекраснодушних прогресистських ідей про неминучість прекрасного майбутнього, тим самим спонукаючи миритися з неподобствами реальності, а розуміння, того, що життя здійснюється щодня в усьому своєму змісті, кожен день вимагаючи від людини бути гідної його.

## У ролях
- Станіслав Любшин —  Мисаїл Олексійович Полознєв
- Маргарита Терехова —  Маша Должикова
- Аліса Фрейндліх —  Клеопатра, сестра Мисаїла
- Юрій Соломін —  Володимир Благов, доктор
- Нонна Терентьєва —  Анюта Благова, сестра Володимира
- Микола Сергєєв —  Андрій Іванович Редька
- Леонід Галліс —  Віктор Іванович Должиков, інженер
- Віктор Сергачов —  Іван Чепраков, однокашник Мисаїла
- Вацлав Дворжецький —  Олексій Полознєв
- Юрій Назаров —  Степан, мірошник
- Наталія Гіцерот —  Ажогіна
- Михайло Єкатерининський —  губернатор
- Данило Ільченко —  мужик-дурник
- Галина Теплинська —  «артистка»
- Валерій Хлевинський —  Мойсей, працівник
- Валентин Жиляєв —  «артист»
- Володимир Піцек —  чиновник  (немає в титрах)
- Костянтин Барташевич —  чиновник  (немає в титрах)

## Знімальна група
- Автори сценарію та режисери-постановники — Віктор Соколов, Григорій Нікулін
- Головний оператор — Дмитро Долінін
- Головний художник — Марксен Гаухман-Свердлов
- Композитор — Сергій Слонімський
- Звукооператор — Бетті Лівшиць